# Titularerzbistum Colonia in Armenia
Colonia in Armenia (ital.: Colonia di Armenia) ist ein Titularbistum der römisch-katholischen Kirche.
Es geht zurück auf ein früheres Bistum in der römischen Provinz Cappadocia bzw. in der Spätantike Armenia minor in der östlichen Türkei. Seit 1929 Titularerzbistum.
| Titularbischöfe von Colonia in Armenia |                                                     | |                       |                    |
| Nr.                                    | Name                                                | Amt | von                   | bis                |
| 1                                      | Giacomo Costamagna SDB (Santiago Costamagna)        | Apostolischer Vikar von Méndez y Gualaquiza (Ecuador)                                                                                      | 18. März 1895         | 8. September 1921  |
| 2                                      | Edward Francis Hoban                                | Weihbischof in Chicago (USA) | 21. November 1921     | 21. Februar 1928   |
| 3                                      | Vahan Kitchourian                                   | Koadjutorerzbischof der Erzeparchie Istanbul (Türkei)                                                                                      | 3. Mai ernannten 1930 | 8. Juni 1931       |
| 4                                      | Pietro Kedigian (Pierre Kedigian) Titularerzbischof | Patriarchalvikar in Kilikien, Rektor des patriarchalen armenischen Kollegs, Bischofsordinarius der Armenisch-Katholischen Kirche (Libanon) | 24. Juli 1936         | 17. September 1957 |
| 5                                      | Iknadios Bedros XVI. Batanian                       | Erzbischof von Erzeparchie Aleppo (Armenier) (Syrien)                                                                                      | 25. April 1959        | 4. September 1962  |
| 6                                      | Paul Coussa Titularerzbischof                       | Weihbischof im Syrisch-katholischen Patriarchat von Antiochia (Libanon)                                                                    | 26. August 1969       | 27. Juni 1983      |